# Natália do Vale
Maria Natália Ferreira do Vale, mais conhecida como Natália do Vale (Rio de Janeiro, 6 de março de 1953), é uma atriz brasileira.

## Biografia
Natália do Vale nasceu no Rio de Janeiro, filha de imigrantes portugueses que vieram para o Brasil em busca de melhores condições financeiras. Ela tinha somente um irmão, chamado Antônio Ferreira do Vale. Seus pais e seu irmão já são falecidos. Sua mãe faleceu no dia de sua estreia na peça "Capitanias Hereditárias", de autoria de Miguel Falabella, após já estar trabalhando na TV. Mesmo inconsolável com o falecimento da mãe, Natália fez a peça e recebeu muitos aplausos. Nos anos 70, em busca de melhores condições de vida, se mudou com a família para São Paulo. Lá, Natália prestou vestibular e passou, se formando em filosofia pela Universidade de São Paulo (USP). Para ajudar no sustento da casa, trabalhava como estagiária, auxiliando uma professora de geografia em um curso pré-vestibular.
Após se formar em filosofia, começou a dar aula em escola, mas seu lado artístico a cada dia falava mais alto. Por conta disto, trabalhava como professora num horário, e no outro, fazia curso de teatro, para tirar a carteira de atriz. Antes mesmo de concluir o curso, foi vista por diretores de TV, que estavam na plateia, em um dia de peça no curso, e eles gostaram de sua atuação, e a convidaram para apresentar um programa infantil/educacional na TV Cultura. Com muito entusiasmo, deixou a carreira de professora e estreou na televisão como apresentadora, enquanto completava o curso de teatro.

## Carreira
Em 1975 se inscreveu em testes para a Rede Globo e passou para Gabriela, baseada no romance homônimo do escritor Jorge Amado. Também teve um papel de destaque em "A Moreninha" de Joaquim Manoel de Macedo e adaptada por Marcos Rey, exibida com grande sucesso pela TV Globo em 1976, onde interpretou o papel Mademoiselle Aimée, a Francesinha do Cabaré "O Alcazar". Seu reconhecimento como grande atriz veio somente em Água Viva, em 1980, de Gilberto Braga e Manoel Carlos, que a levou para as capas das revistas e aparições no Fantástico. A partir daí, interpretou diversos personagens importantes na TV Globo, como Lúcia Toledo, de Baila Comigo (1981), Sandra Rivoredo, de Sétimo Sentido (1982), Débora Brandão, de Final Feliz (1982), e Andréia Souza e Silva de Cambalacho (1986), quando interpretou a grande vilã da história, uma alpinista social sem escrúpulos.
Em sua carreira, também obteve destaque como Suzanne Webert de Que Rei Sou Eu?, Helena de A Próxima Vítima, Lúcia de Torre de Babel, Sílvia de Mulheres Apaixonadas, Carmem de Páginas da Vida e a Wanda de Insensato Coração. Em 2018 interpretou a grande vilã fria e amargurada Lady Margareth Williamson em Orgulho e Paixão. E em 2019 esteve em A Dona do Pedaço como Beatriz Guedes. Já no teatro, o divisor de águas para sua carreira brilhar foi em A Partilha (1991), de Miguel Falabella, que ficou seis anos em cartaz.

## Vida pessoal
- Natália foi casada três vezes. Decidiu nunca ter filhos, para se poder dedicar inteiramente à sua carreira.
- O primeiro casamento durou cinco anos, de 1981 a 1986, e foi com o diretor de telenovelas da Rede Globo Paulo Ubiratan.
- O segundo durou cinco, seis anos, de 1989 a 1994 e foi com o executivo de uma multinacional, chamado Vasco Dias. Natália e Vasco moraram em Londres entre os anos de 1991 e 1992.
- O terceiro foi com Edu Lobo, o cantor (ou algum homônimo). Durou 9-10 anos.

## Filmografia

### Televisão
| Ano  | Título                     | Personagem                                   | Notas                                    |
| ---- | -------------------------- | -------------------------------------------- | ---------------------------------------- |
| 1975 | Gabriela                   | Aurora                                       | Episódios: "14–17 de abril"              |
| 1975 | A Moreninha                | Mademoiselle Aimée                           |                                          |
| 1976 | Saramandaia                | Dora                                         |                                          |
| 1977 | Locomotivas                | Sandra                                       | Episódios: "22–23 de março–5 de abril"   |
| 1978 | Ciranda Cirandinha         | Daniela                                      | Episódio: "O que eu faço da Minha Vida?" |
| 1979 | Carga Pesada               | Maria                                        | Episódio: "O Caso do Titio"              |
| 1979 | Malu Mulher                | Vilma                                        | Episódio: "Acabou-se o que Era Doce"     |
| 1980 | Água Viva                  | Márcia Mesquita                              |                                          |
| 1981 | Baila Comigo               | Lúcia Toledo Fernandes                       |                                          |
| 1982 | Sétimo Sentido             | Sandra Rivoredo                              |                                          |
| 1982 | Final Feliz                | Débora Brandão                               |                                          |
| 1984 | Transas e Caretas          | Marília Braga                                |                                          |
| 1986 | Cambalacho                 | Andréia Pereira Souza e Silva                |                                          |
| 1987 | O Outro                    | Laura Antunes Della Santa                    |                                          |
| 1989 | Que Rei Sou Eu?            | Suzanne Webert                               |                                          |
| 1990 | Delegacia de Mulheres      | Daisy                                        | Episódio: "Elas usam Black-tie"          |
| 1993 | Olho no Olho               | Débora Lowenstein                            |                                          |
| 1995 | A Próxima Vítima           | Helena Braga Ribeiro                         |                                          |
| 1996 | Você Decide                | Tânia                                        | Episódio: "Pai de Aluguel"               |
| 1996 | Sai de Baixo               | Amelinha Berniê de Carvalho                  | Episódio: "Programa de Índio"            |
| 1997 | O Amor Está no Ar          | Júlia Schneider                              |                                          |
| 1998 | Torre de Babel             | Lúcia Prado                                  |                                          |
| 1999 | Mulher                     | Ivone                                        | Episódio: "Pai de Família"               |
| 2000 | Aquarela do Brasil         | Dulce                                        |                                          |
| 2000 | Você Decide                | Isolda                                       | Episódio: "A Dama Proibida"              |
| 2003 | Mulheres Apaixonadas       | Sílvia Ferreira Lobo                         |                                          |
| 2004 | Carga Pesada               | Maria                                        | Episódio: "A Volta da Mãe Pródiga"       |
| 2004 | Começar de Novo            | Letícia Borges Pessoa                        |                                          |
| 2006 | Páginas da Vida            | Carmem Fragoso Martins de Andrade            |                                          |
| 2007 | O Segredo da Princesa Lili | Rainha                                       | Especial de fim de ano                   |
| 2008 | Faça Sua História          | Diana                                        | Episódio: "Cabritada Mal Sucedida"       |
| 2008 | Casos e Acasos             | Fernanda                                     | Episódio: "A Nova Namorada"              |
| 2008 | Negócio da China           | Drª Júlia Dumas Fontanera                    |                                          |
| 2009 | Viver a Vida               | Ingrid Guimarães Machado                     |                                          |
| 2011 | Insensato Coração          | Wanda Brandão                                |                                          |
| 2012 | Salve Jorge                | Aída Flores Galvão                           |                                          |
| 2014 | Em Família                 | Francisca Proença Fernandes (Chica)          |                                          |
| 2016 | Êta Mundo Bom!             | Neuza Maria de Souza, Baronesa de Goytacazes | Episódio: "18 de janeiro"                |
| 2017 | Os Dias Eram Assim         | Quitéria Sampaio (Kiki)                      |                                          |
| 2018 | Orgulho e Paixão           | Lady Margareth Williamson                    |                                          |
| 2019 | A Dona do Pedaço           | Beatriz Andrade Guedes                       |                                          |

### Cinema
| Ano  | Título               | Personagem |
| ---- | -------------------- | ---------- |
| 1981 | Kilas, o Mau da Fita | Lily-Bobó  |
| 1983 | Pra Frente Brasil    | Marta      |
| 2007 | Polaroides Urbanas   | Paula      |

## Teatro
- 1978 - Bonifácio Bilhões
- 1979 - A Calça - Luisa
- 1979 - Roda Cor de Roda
- 1990 - A Partilha - Selma
- 2000 - A Vida Passa - Selma
- 2002 - Capitanias Hereditárias - Stella